# Christoph Stadel

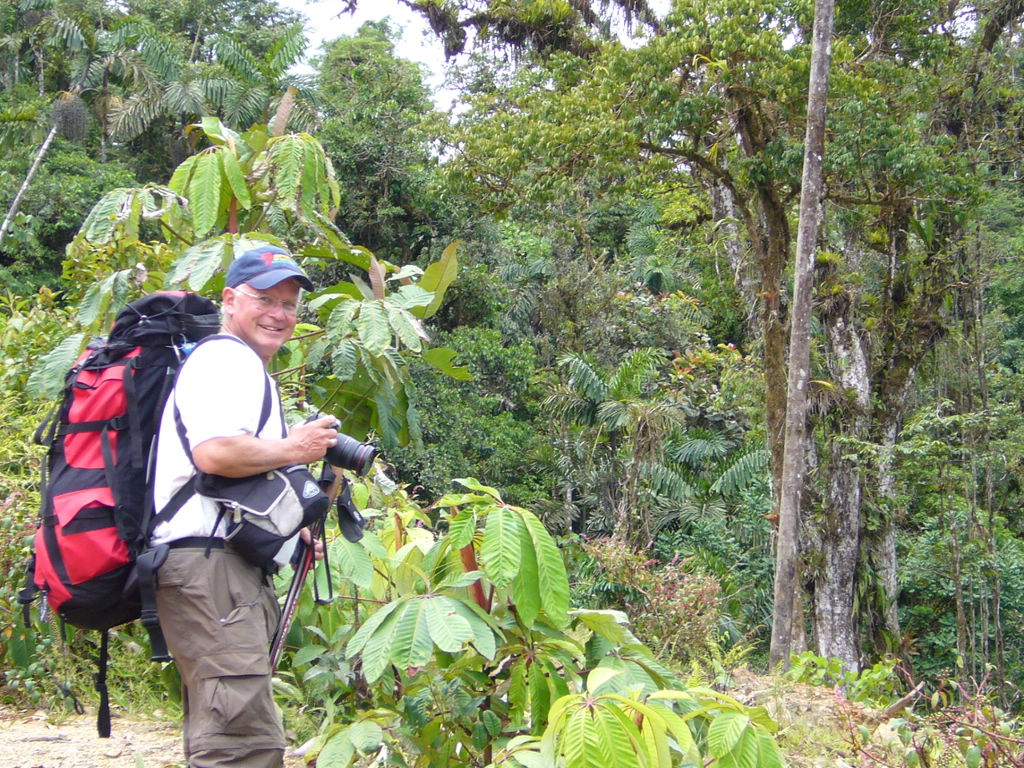
Christoph Stadel in Ecuador

Christoph Stadel (* 6. Juni 1938 in Donaueschingen) ist ein österreichisch-kanadischer Geograph. Von 1992 bis 2004 war er Ordinarius und ist seither emeritierter Universitätsprofessor an der Universität Salzburg.

## Leben
Christoph Stadel studierte 1957 bis 1962 Geographie, Geschichte und Politikwissenschaften, unter bei Friedrich Metz und Arnold Bergstraesser, an der Albert-Ludwigs-Universität Freiburg im Breisgau. In dieser Zeit belegte er das Sommersemester 1958 bei Wilhelm Lauer an der Universität Kiel mit den Fächern Geographie und Geologie. Er setzte das Studium an der Université de Fribourg, Schweiz, fort, diplomierte 1962 über die Sozialstruktur von Palmyra (Syrien) und wurde dort bei Jean-Luc Piveteau 1964 zum Dr. phil. mit einer komparatistisch-stadtgeographischen Dissertation über Beirut, Damaskus und Aleppo promoviert.
Von 1964 bis 1967 war er Lehrer am International College Le Rosey in Rolle/Gstaad, Schweiz und 1967 bis 1968 am Hillfield Strathallan College, Hamilton, Ontario, Kanada. 1968 wurde er Lecturer, dann Assistant und Associate Professor am Department of Geography der Universität von Brandon (Manitoba), Kanada und dort 1982 Full Professor. Gastprofessuren führten ihn nach Bern und wiederholt nach Salzburg, wo er ab 1992 den Lehrstuhl des Kinzl-Schülers Helmut Heuberger übernahm und 1998–1999 auch das Institut leitete. Ab 2000 war Stadel Mitglied des wissenschaftlichen Editorial Boards der Fachzeitschrift Mountain Research and Development der International Mountain Society. Seit 2004 ist er als Professor Emeritus wissenschaftlich tätig. Seit 2023 ist er Ehrenmitglied des Steering Committees der IGU Commission of Mountain Studies.

## Forschungsthemen
Seine wissenschaftlichen Schwerpunkte sind der ländliche Raum, Agrargeographie sowie die Gebirgsforschung. Regional befasst sich Stadel vor allem mit Gebirgsräumen der Neuen Welt, speziell in den tropischen Andenländern Ecuador, Peru und Bolivien, sowie in Kanada.

## Mitgliedschaften
- Österreichische Geographische Gesellschaft (ÖGG)
- International Mountain Society, Founding Member (IMS)
- International Geographical Union, Commission on Mountain Geoecology and Sustainable Development (Corresponding Member)
- Sociedad de Ciencias Geográficas de Ecuador (Corresponding Member and Canadian Representative)
- Gesellschaft für Kanada-Studien (GKS)
- Canadian Association of Geographers
- Mountain Protected Areas Network of the IUCN (Corresponding Member)
- Asociación Andina

## Schriften (Auswahl)

### Zeitschriften- oder Buchbeiträge
- The Structure of Squatter Settlements in Medellín, Colombia, Area, 7(4), 1975, 249–254.
- Del Valle al Monte: Altitudinal Patterns of Agricultural Activities in the Patate-Pelileo Area of Ecuador, Mountain Research and Development, 6(1), 1986, 53–62.
- Altitudinal Belts in the Tropical Andes: Their Ecology and Human Utilization, Yearbook of the Conference of Latin Americanist Geographers, 17/18, 1992, 45–60.
- Ciudades medianas y aspectos de la sustentabilidad urbana en la región andina, Revista Geográfica, 129, 2001, 5–20.
- Entwicklungsperspektiven im ländlichen Andenraum, Geographische Rundschau 58(10), 2006, 64–72.
- Vulnerability, Resilience and Adaption: Rural Development in the Tropical Andes, Pirineos 163, 2008, 15–36.
- Agrarian Diversity, Resilience and Adaptation of Andean Agriculture and Rural Communities, Colloquium Geographicum, 31, 2008, 73–88.
- mit O.O. Kambona und S. Eslamian: Perceptions of tourists on trail use and management implications for Kakamega Forest, Western Kenya, Journal of Geography and Regional Planning 4(4) 2011: 243–250.

### Monographien oder Herausgeberschaften
- mit N.J.R. Allan und  G.W. Knapp: Human Impact on Mountains. Totowa: Rowman and Littlefield. 1988.
- mit J. Welsted und J.C. Everitt: The Geography of Manitoba. Its Land and its People. Winnipeg: The University of Manitoba Press. 1996.
- mit A. Borsdorf: Ecuador in Profilen. Landeskundliche Beobachtungen auf einer geographischen Exkursion 1996, Inngeo 3, Innsbruck. 1997.
- Themes and issues of Canadian Geography III, Salzburger Geographische Arbeiten 34, Salzburg. 1999.
- mit A. Borsdorf: Peru im Profil. Landschaftskundliche Betrachtungen auf einer geographischen Exkursion, 2000, Inngeo 10, Innsbruck. 2001.
- mit J.L. Luzon und C. Borges: Transformaciones regionales y urbanas en Europa y America Latina. Barcelona: Publicacions de la Universitat de Barcelona. 2003.
- mit A. Borsdorf: Die Anden. Ein geographisches Porträt. Heidelberg: Springer Spektrum. 2013.